# Bolko Starszy
Bolko Starszy (ur. między 1285/1290, zm. 30 stycznia 1300) – najstarszy syn księcia świdnickiego Bolka I Surowego i Beatrycze, córki Ottona V Długiego margrabiego brandenburskiego na Salzwedel.
Jego ojciec wybrał mu na przyszłą żonę Elżbietę, córkę margrabiego miśnieńskiego Fryderyka Tuty i Katarzyny, córki księcia Dolnej Bawarii Henryka XIII. To zamierzone małżeństwo nigdy nie doszło do skutku prawdopodobnie z powodu przedwczesnej śmierci księcia. Zmarł w wieku piętnastu lat. Został pochowany w klasztorze Cystersów w Krzeszowie, który ufundował jego ojciec.